# 腓腹筋

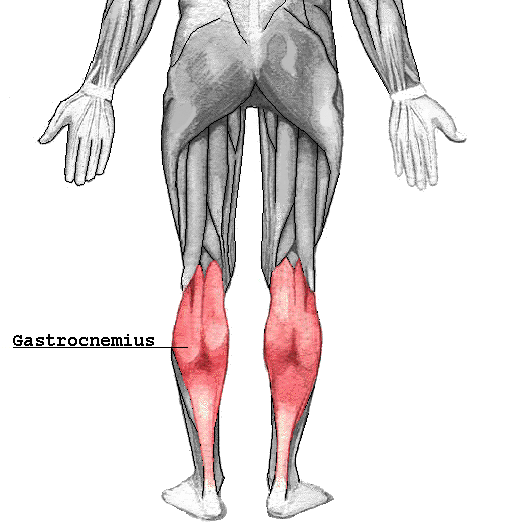
腓腹筋

腓腹筋（ひふくきん、英語: gastrocnemius muscle）は人間の下肢の筋肉で足関節の底屈、膝関節の屈曲を行う。この筋肉がある部位を脹脛（ふくらはぎ、calf）や腓（こむら）という。
腓腹筋は両足それぞれが左右2つの筋肉で構成されており、内側（股関節側）の筋肉を内側腓腹筋といい、外側の筋肉を外側腓腹筋という。大腿骨の内側顆の上方で内側頭をつくり、また外側顆の上方では外側頭をつくって起こり、一部の線維は関節包から起始し、下行し、膝窩を下方で境し、ヒラメ筋の腱と合流して、ともに踵骨隆起で停止する。

## 第2の心臓
脹脛の筋肉は下半身の血液を上半身に循環させる役割を果たしているため、第2の心臓と呼ばれている。
人体のもっとも下に位置している足の血液を、重力に逆らって押し上げているのが脹脛の「筋ポンプ作用（脹脛の筋肉が収縮・弛緩を繰り返すことで血液を押し上げる）」と、静脈中の「静脈弁」である。静脈の中には逆流防止のための弁がいくつも存在するが、脹脛の筋肉が収縮した時は、弁は開いて血液を押し上げる。一方、筋肉が弛緩した時は弁は閉じ、血液が流れ落ちるのを防ぐ。
静脈弁の働きが壊れると、下肢静脈瘤の原因となる。足の血管が浮き出てきた、よく足が攣る・浮腫む、などの症状は下肢静脈瘤のサインかも知れない。
また、脹脛の筋肉が弱ると鬱血して血栓ができやすくなる（エコノミークラス症候群）。熊本地震の際車中泊をした人に多く発症した。